# 夏見村 (滋賀県)
夏見村は、かつて近江国・滋賀県甲賀郡にあった村。現在の湖南市夏見地区。

## 概要
- 東海道水口宿と石部宿の中間地点。
- 山夏見村・里夏見村・出屋敷村に分かれていたが、明治7年、夏見村にまとまる。
- 明治22年4月1日、町村制施行により柑子袋村、三雲村・吉永村・針村・平松村・柑子袋村と合併、三雲村となり廃止。